# Williamson-Turn

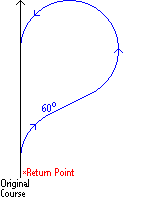
Schematische Darstellung des Williamson-Turn

Der Williamson-Turn ist – neben dem Drehkreis – das in der Berufsschifffahrt übliche Mann-über-Bord-Manöver. Das Manöver bringt ein Schiff schnell auf entgegengesetzten Kurs, zurück auf die zuvor gefahrene Kurslinie und zum Ausgangspunkt des Manövers. Der Williamson-Turn ist in fast allen Person-über-Bord-Situationen das geeignetste Manöver.
1. Ruder hart über (bei Mann über Bord zum Opfer hin)
2. nach 60° Kursänderung: Ruder hart über auf Gegenseite
3. 20° vor Gegenkurs: Ruder mittschiffs.

Diese Werte sind natürlich nur als Anhaltspunkt zu verstehen. In der Praxis variieren die Werte, je nach Schiff, Wettersituation und Seebeschaffenheit. Zumindest auf großen Handelsschiffen sind diese Werte auf einer Schautafel auf der Brücke für den Ernstfall hinterlegt.
Alternativen: Als Sofortmanöver kann, je nach Situation und Fahrzeug, ein einfacher Drehkreis das geeignetste Manöver sein. Wenn das Schiff bereits mehr als einen Drehkreisdurchmesser vom Unfallort entfernt ist, kann auch der Scharnow-Turn geeignet sein, bei dem die zwar gleiche Geometrie jedoch in umgekehrter Richtung durchfahren wird.